# Марко Борріелло
Ма́рко Борр'єлло (італ. Marco Borriello, нар. 18 червня 1982, Неаполь) — італійський футболіст, що грав на позиції нападника за низку клубних команд та національну збірну Італії.

## Клубна кар'єра
Вихованець юнацьких команд футбольного клубу «Мілан», до системи якого прийшов 14-річним юнаком і на контракті з яким перебував понад десять років, до 2007. Попри декілька спроб закріпитися у головній команді «россонері» стати гравцем основного складу міланської команди Борріелло за великим рахунком не вдалося. Значну частину цього періоду своєї кар'єри провів в орендах в інших італійських клубах.
Уперше молодий нападник був відданий в оренду ще 1999 року, до клубу «Тревізо», де грав за молодіжну команду. Згодом, протягом 2001—2006 року, були також «Трієстина», «Емполі», «Реджина», «Сампдорія». З усіх цих клубів орендований в «Мілана» гравець зміг стати дійсно гравцем основного складу лише в «Реджині», кольори якої захищав в сезоні 2004–05. Провів за команду цього клубу 30 матчів, в яких лише двічі зміг відзначитися забитими голами. За рідний клуб, «Мілан», на контракті з яким гравець перебував протягом усього цього часу, за 2001—2007 роки було проведено лише 16 ігор чемпіонату.
Влітку 2007 року частину прав на гравця викупив клуб «Дженоа», який щойно повернувся до Серії A і намагався посилити склад аби закріпитися в елітному дивізіоні. Саме у «Дженоа» Борріелло уперше став стабільно відзначатися забитими м'ячами — в сезоні 2007–08 його здобуток склав 19 голів в 35 іграх першості.
Такою високою результативністю привернув увагу представників тренерського штабу «Мілана», який шукав заміну форварду Альберто Джилардіно. У травні 2008 міланський клуб повернув свого вихованця. Протягом свого першого сезону після повернення до «Мілана» Борріелло отримував небагато ігрового часу, провівши у чемпіонаті лише 7 ігор. Однак вже в сезоні 2009–10 тренери «россонері» почали активніше використовувати цього форварда, він відіграв в Серії A 29 матчів, забивши 14 голів.
Провівши за «Мілан» лише першу гру сезону 2010–11 у серпні 2010 перейшов до «Роми» на умовах оренди із забов'язанням подальшого викупу. Вже як повноцінний гравець «вовків» 2012 року був відданий в оренду спочатку до «Ювентуса», а згодом до «Дженоа». Другу половину 2013 року провів у «Ромі», після чого знову був відданий в оренду, цього разу до англійського «Вест Гем Юнайтед». Перший досвід виступів за кордоном для досвідченого нападника виявився невдалим, і, провівши за півроку лише дві гри у Прем'єр-лізі, він повернувся до римського клубу.
Згодом протягом 2015—2018 виступав на батьківщині, встигнувши за цей час пограти на рівні Серії A за «Дженоа», «Карпі», «Аталанту», «Кальярі» та СПАЛ, а завершував ігрову кар'єру в іспанському третьоліговому клубі «Ібіса-Ейвісса» в сезоні 2018/19.

## Виступи за збірні
Протягом 2001—2003 років залучався до складу молодіжної збірної Італії. На молодіжному рівні зіграв у 15 офіційних матчах, забив 7 голів.
2008 року дебютував в офіційних матчах у складі національної збірної Італії. Протягом наступних чотирьох років провів у формі головної команди країни 7 матчів.
У складі збірної був учасником чемпіонату Європи 2008 року в Австрії та Швейцарії, в матчах якого, втім, на поле жодного разу не з'являвся.
| Дата       | Місто     | Господарі         | Результат | Гості       | Турнір            | Голи | Примітки |
| ---------- | --------- | ----------------- | --------- | ----------- | ----------------- | ---- | -------- |
| 06/02/2008 | Цюрих     | Італія            | 3 – 1     | Португалія  | товариський матч  | -    |          |
| 26/03/2008 | Ельче     | Іспанія           | 1 – 0     | Італія      | товариський матч  | -    |          |
| 30/05/2008 | Флоренція | Італія            | 3 – 1     | Бельгія     | товариський матч  | -    |          |
| 03/03/2010 | Монако    | Італія            | 0 – 0     | Камерун     | товариський матч  | -    |          |
| 10/08/2010 | Лондон    | Італія            | 0 – 1     | Кот-д'Івуар | товариський матч  | -    |          |
| 08/10/2010 | Белфаст   | Північна Ірландія | 0 – 0     | Італія      | Відбір до ЧЄ 2012 | -    |          |
| 09/02/2011 | Дортмунд  | Німеччина         | 1 – 1     | Італія      | товариський матч  | -    |          |
| Усього     |           | Матчів            | 7         |             | Голів             | 0    |          |

## Титули і досягнення
- Чемпіон Італії (2):

«Мілан»: 2003–04: «Ювентус»: 2011–12
- Володар Суперкубка УЄФА (1):

«Мілан»: 2003
- Переможець Ліги чемпіонів УЄФА (1):

«Мілан»: 2006–07

## Особисте життя
Має двох братів: старшого П'єрджорджіо (Piergiorgio) і молодшого Фабіо (Fabio).
З 2004 по 2008 рік Борріелло зустрічався з моделлю й акторкою Белен Родрігес.